# Religião do coco

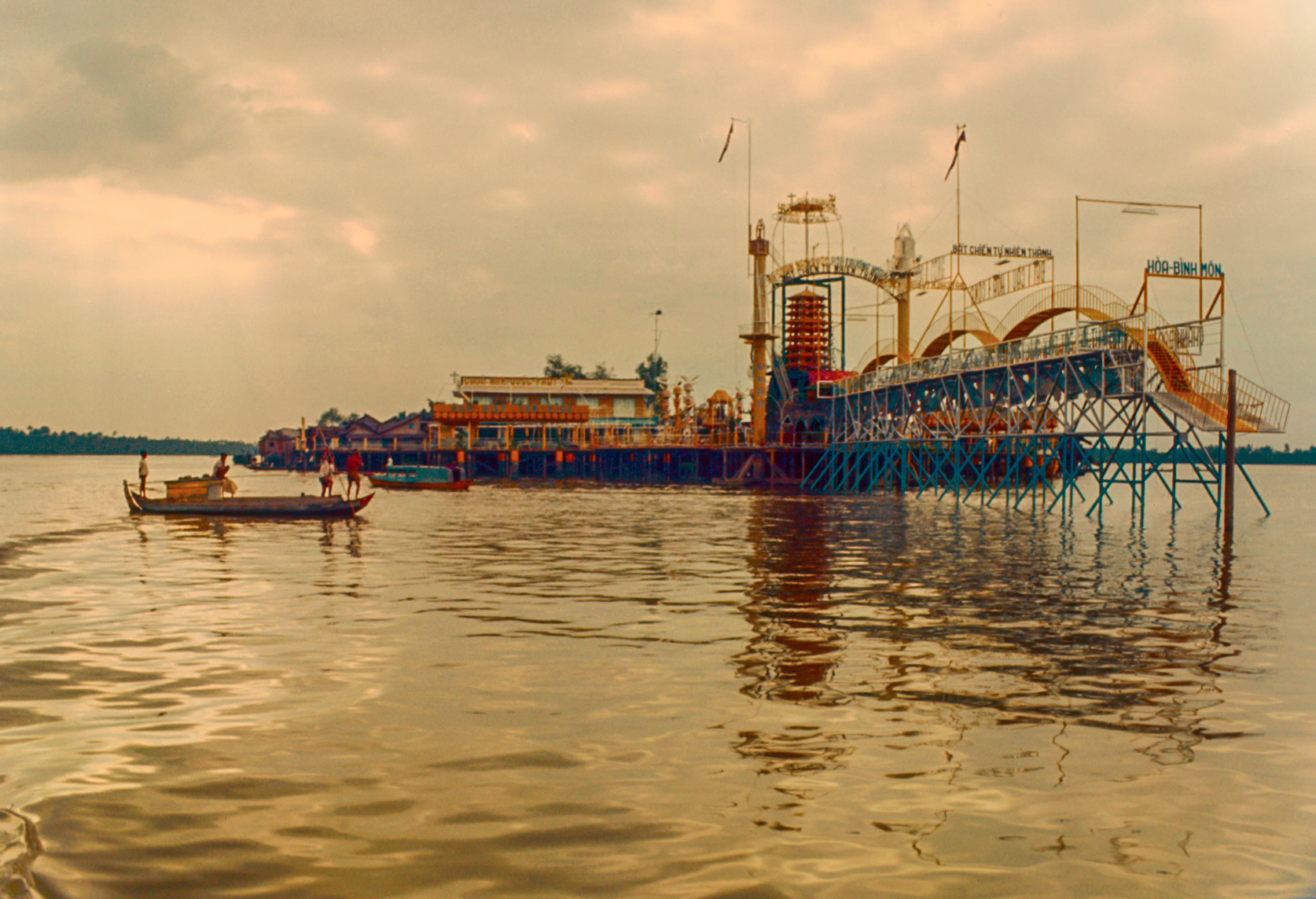
O pagode flutuante da Religião do Coco, fotografado em 1969

A Religião do Coco  (Tinh do Cu Si) é uma agora religião descontinuada indígena ao sul do "Reino do Coco" no Vietnã, onde foi fundada, em 1963. A religião é, em grande parte, baseada em algumas crenças Budistas e Cristãs, juntamente com os ensinamentos de seu fundador Nguyễn Thành Nam, um estudioso vietnamita. A religião foi abolida pelas autoridades vietnamitas em 1975. No seu auge, a religião teve cerca de 4.000 seguidores.

## Prática
A Religião do Coco advogava o consumo exclusivo de cocos e beber apenas o leite de coco. Os monges da religião tinham a permissão de se casar com até nove esposas.

## História

### A vida do Monge de Coco
A Religião do Coco foi fundada em 1963 por Nguyễn Thành Nam,, também conhecido como o Monge do Coco, o Profeta da Concórdia, e Tio Hai. Nam, havia estudado Química na França até 195, retornou, se casou  r estabeleceu um pagode flutuante no sul vietnamita, na província de Bến Tre. alega-se que Nam consumiu apenas cocos por três anos; nesse período, ele também praticou a meditação em um pequeno pavimento feito de pedra. Nam foi um candidato a presidente do Vietnã do Sul  na a eleição de 1971; ele perdeu e voltou para o seu "Reino de Coco". Apesar de seu comportamento excêntrico, o governo de Saigon o respeitava e chamava Nam de um "homem de religião".

### Demografia e desenvolvimento
Estimativas dos seguidores da religião em todo o mundo foram de 4.000 em seu auge. Um notável seguidor era o filho do escritor Americano John Steinbeck. A religião foi considerada um "culto" e foi prontamente banida em 1975.